# Shopping City Süd

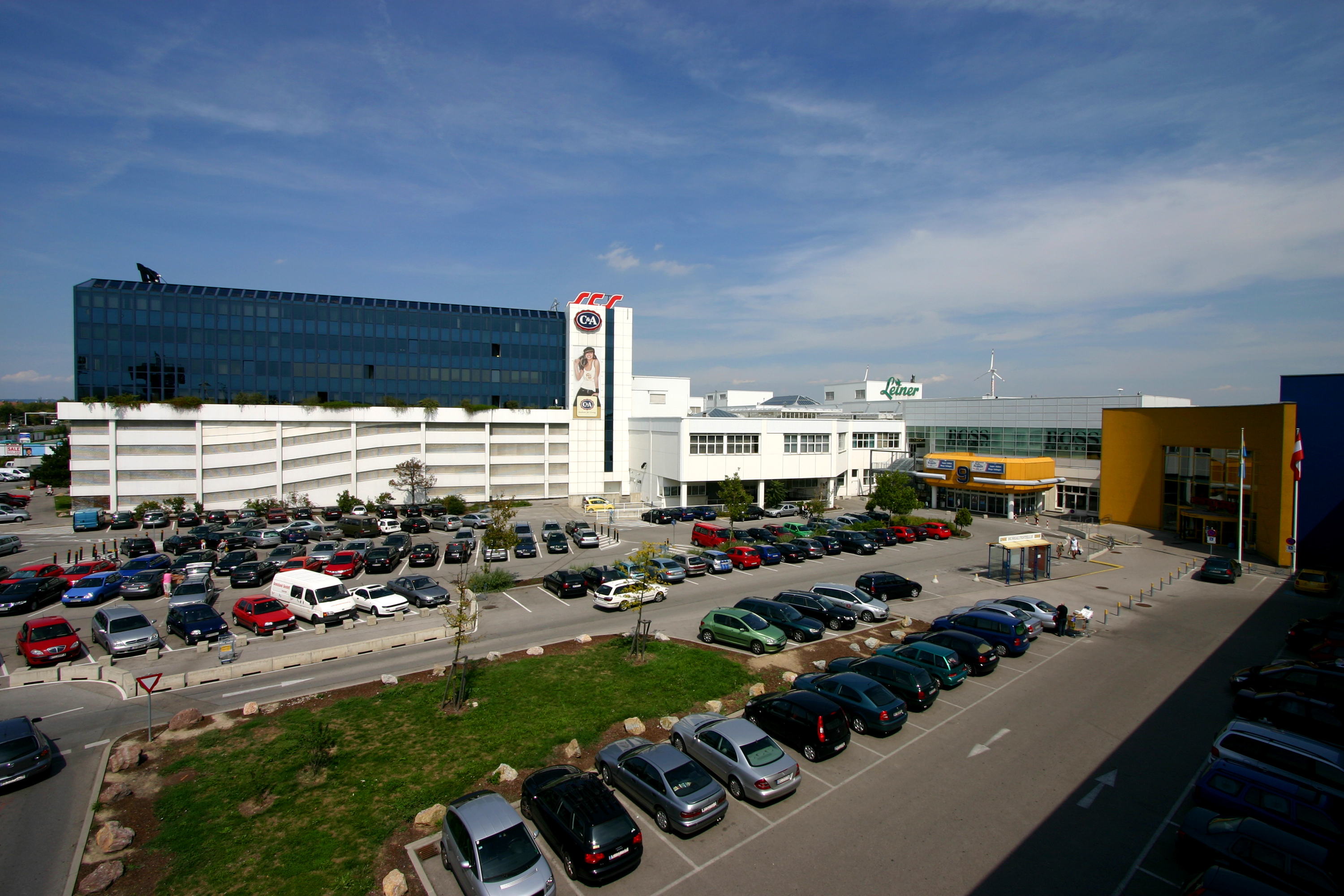
Del av Shopping City Süd. (SCS Büroenter t.v. Ikea t.h.)

Shopping City Süd (SCS) är ett köpcentrum i Vösendorf söder om Wien, Österrike, nära Wiens stadsgräns. Det är ett av Europas största köpcentra och har cirka 330 butiker.